# Dead Solid Perfect (film)
Dead Solid Perfect is een Amerikaanse film uit 1988. De film werd geproduceerd door HBO-films en is gebaseerd op de roman met dezelfde titel van Dan Jenkins. Het verhaal gaat over het leven van een professioneel golfer tijdens een Amerikaanse PGA Tour.
De filmmuziek was van Tangerine Dream.

## Rolverdeling
| Acteur                                         | Personage                             |
| ---------------------------------------------- | ------------------------------------- |
| Randy Quaid                                    | Kenny Lee                             |
| Kathryn Harrold                                | Beverly T. Lee                        |
| Jack Warden                                    | Hubert 'Bad Hair' Wimberly            |
| Corinne Bohrer                                 | Janie Rimmer                          |
| Brett Cullen                                   | Donny Smithern                        |
| Larry Riley                                    | Spec                                  |
| DeLane Matthews                                | Katie Beth Smithern                   |
| John M. Jackson                                | Grover Scomer                         |
| Bibi Besch                                     | Rita                                  |
| Billy Akin                                     | Donny's Caddy                         |
| Linda Dona                                     | blondine                              |
| John Durbin                                    | man                                   |
| Kate Finlayson                                 | schrijver                             |
| Bob Harrison                                   | zichzelf                              |
| Ron Hayes                                      | official                              |
| Peter Jacobsen                                 | zichzelf                              |
| Dixie K. Wade                                  | Nedra                                 |
| Frank Li'Bay                                   | Walter                                |
| Burr Middleton                                 | 1ste official                         |
| Lindy Miller                                   | zichzelf                              |
| Don Morrow                                     | golfcommentator                       |
| Richardson Morse                               | 2e official                           |
| Rob Nilsson                                    | schrijver 2                           |
| Mac O'Grady                                    | zichzelf                              |
| Keith Olbermann                                | golfcommentator                       |
| Annie O'Neill                                  | Vera                                  |
| Dan Priest                                     | official                              |
| Kate Rodger                                    | schoonheid (als Kathleen Rodger)      |
| R.J. Rudolph                                   | Dr. Bernie Glatzer (als Dick Rudolph) |
| Henry G. Sanders                               | tv-regisseur                          |
| David Schickele                                | barman                                |
| Julie Simone                                   | fan                                   |
| Bill Smillie                                   | official                              |
| Ann Walker                                     | dienster                              |
| Chris Adamec                                   | fan (niet genoemd)                    |
| James Andrew Clark                             | toeschouwer (niet genoemd)            |
| Riley Roden                                    | teener (niet genoemd)                 |
| Dan Jenkinsals hotelgast (niet genoemde cameo) |                                       |